# Zepelin
Zepelin ist eine Gemeinde im Landkreis Rostock in Mecklenburg-Vorpommern (Deutschland). Die Gemeinde wird vom Amt Bützow-Land mit Sitz in der Stadt Bützow verwaltet.

## Geografie
Das Gemeindegebiet Zepelins zwischen Bützow und Güstrow wird im Süden vom Fluss Nebel und im Norden von der Warnow begrenzt. Zepelin liegt am Bützow-Güstrow-Kanal (erbaut 1894 bis 1896), der parallel zur Nebel verläuft. Das Gelände ist flach und erreicht nahe dem Ortsteil Oettelin 29 m ü. NN. Zepelin ist landwirtschaftlich geprägt.
Umgeben wird Zepelin von den Nachbargemeinden Vorbeck und Kassow im Norden, Groß Schwiesow im Osten, Gülzow-Prüzen und Dreetz im Süden sowie Bützow im Westen.
Ortsteile der Gemeinde sind Zepelin, Oettelin und Zepelin Ausbau. Zwischen 1990 und 2001 war der Ortsteil Oettelin eine selbständige Gemeinde.

## Geschichte
1246 taucht der Ortsname Cepelin erstmals auf, der Ort wurde aber schon etwa 100 Jahre früher von deutschen Siedlern als Angerdorf gegründet. Es war namensgebender Stammsitz des Adelsgeschlechts von Zepelin (Zeppelin). Der Friedhof mit der Kapelle sowie der Teich stammen aus dem 14. Jahrhundert. Nach großen Bränden Ende des 19. Jahrhunderts wurde der Außenbereich Zepelins stärker bebaut. Der Ortsteil Oettelin (Eingemeindung am 1. August 2001) wurde erstmals 1285 genannt.

## Politik

### Gemeindevertretung und Bürgermeister
Der Gemeinderat besteht (inkl. Bürgermeisterin) aus 7 Mitgliedern. Die Wahl zum Gemeinderat am 26. Mai 2019 hatte folgende Ergebnisse:
| Partei/Bewerber                           | Prozent | Sitze |
| ----------------------------------------- | ------- | ----- |
| WG Freiwillige Feuerwehr Zepelin/Oettelin | 47,40   | 3     |
| CDU                                       | 24,03   | 1     |
| Einzelbewerber Kuchenbecker               | 17,22   | 1     |
| Einzelbewerber Warning                    | 11,35   | 1     |

Bürgermeisterin der Gemeinde ist Kerstin Potrafke, sie wurde am 26. September 2021 mit 96,25 % nachgewählt, nachdem ihr Vorgänger zurückgetreten war.

## Sehenswürdigkeiten
- Fachwerkkapelle in Zepelin vom 17. Jahrhundert mit einer Kanzel von 1682
- Fachwerkkapelle in Oettelin von 1887
- Holländerwindmühle in Zepelin[5]
- Erstes Zeppelin-Denkmal Deutschlands von 1910 in der Waldung Zepeliner Holz[6]

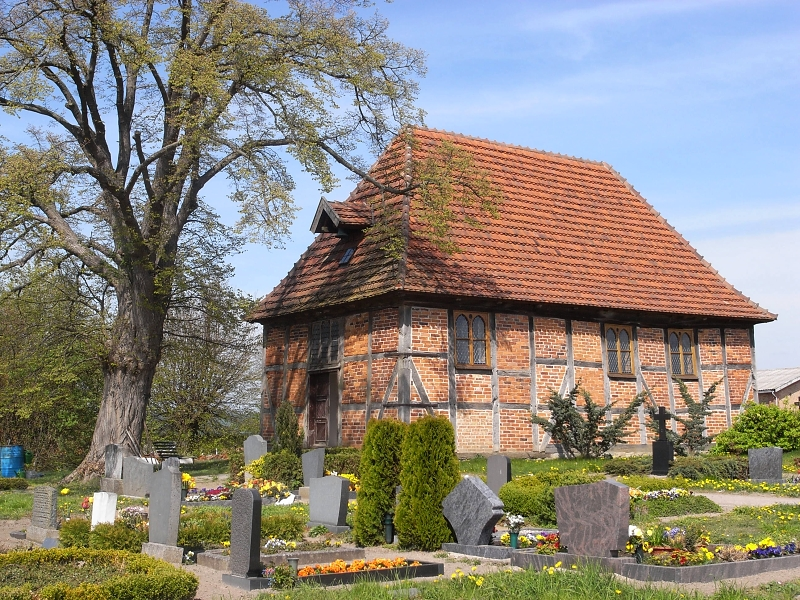
Kapelle in Zepelin
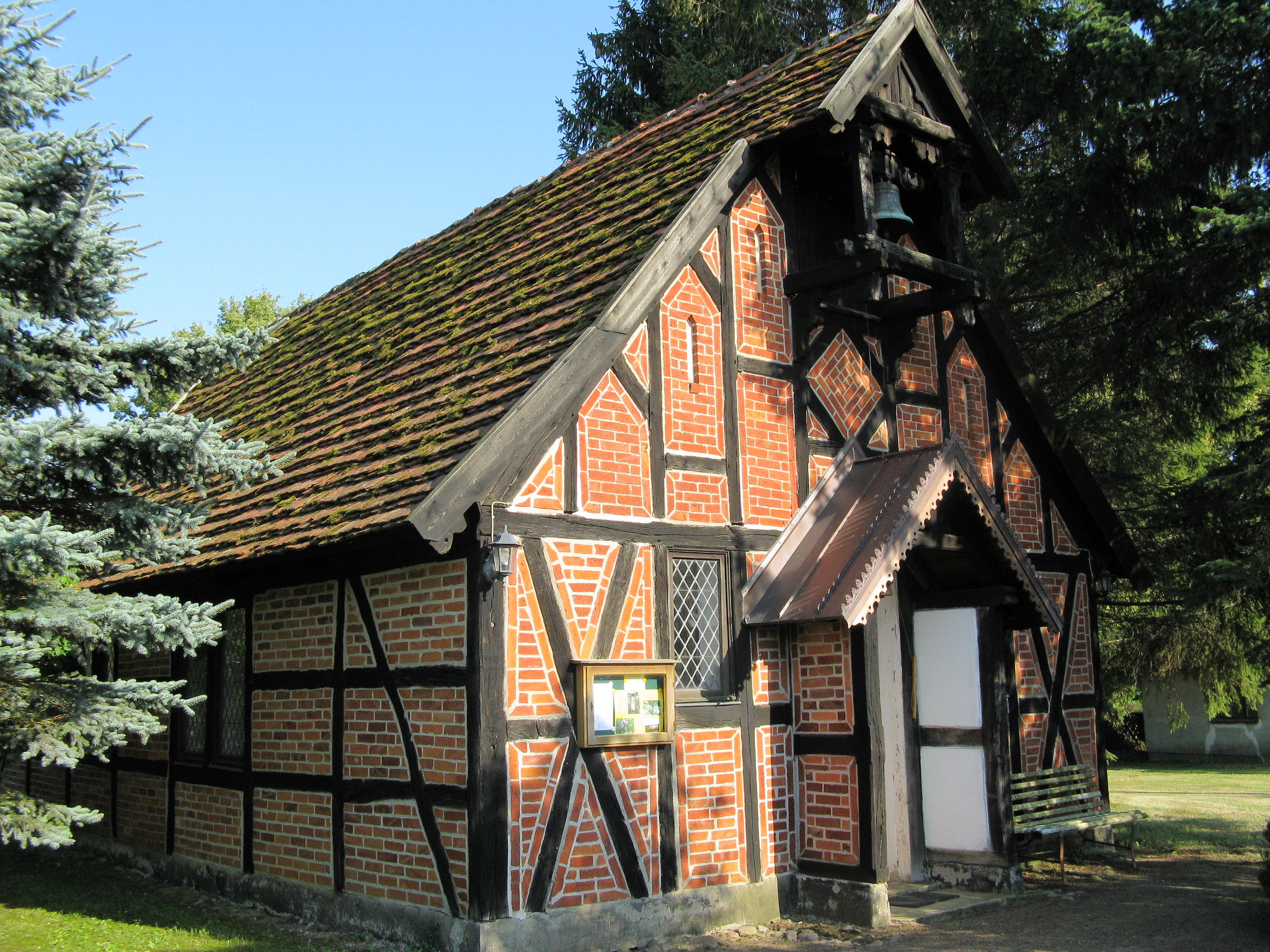
Kapelle in Oettelin
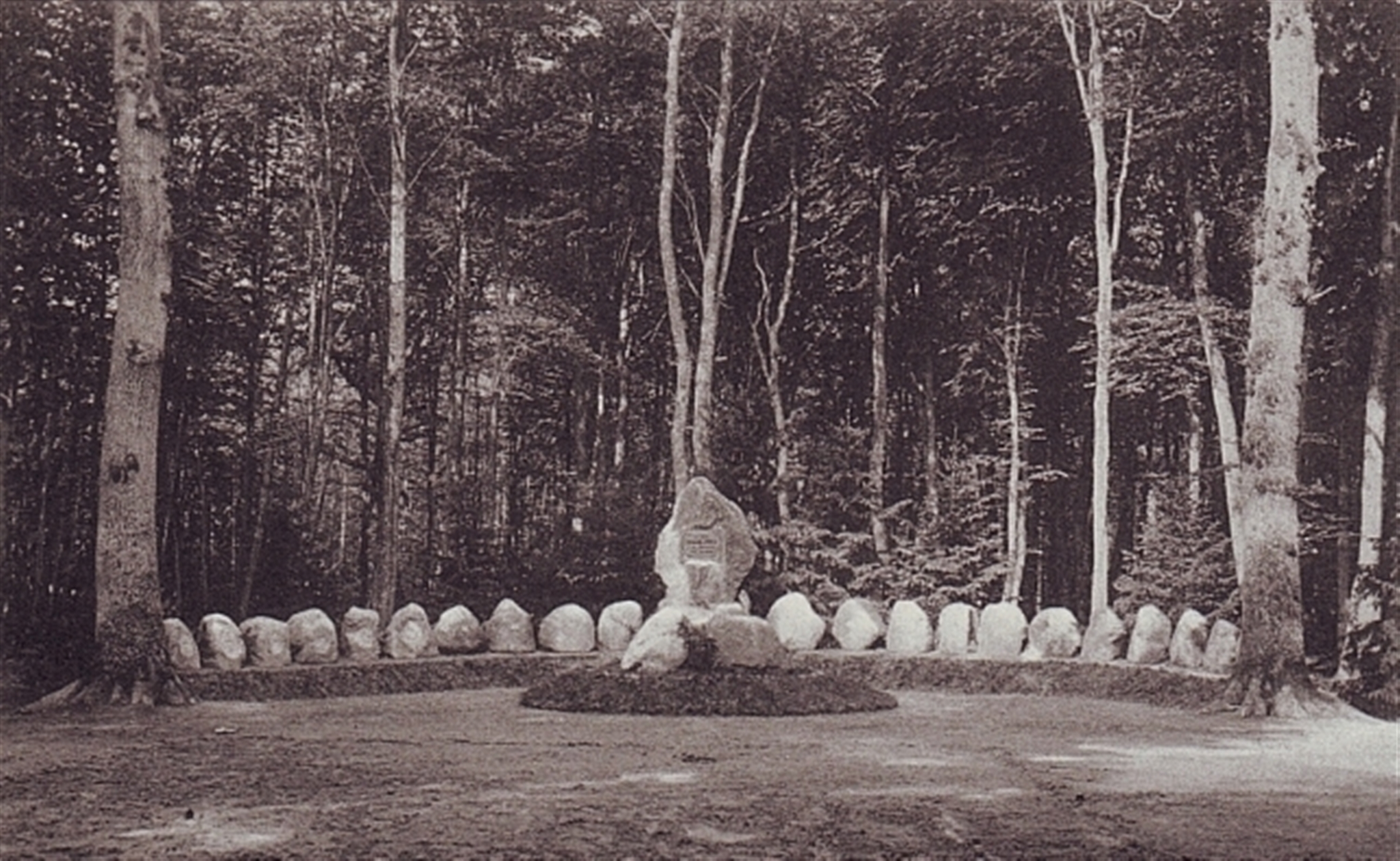
Zeppelin-Denkmal

## Verkehrsanbindung
Durch das Gemeindegebiet führen die Verbindungsstraßen von Bützow nach Schwaan bzw. Güstrow. Der nächstgelegene Bahnhof befindet sich in der Stadt Bützow.

## Belege
1. ↑  Statistisches Amt M-V – Bevölkerungsstand der Kreise, Ämter und Gemeinden 2023 (XLS-Datei) (Amtliche Einwohnerzahlen in Fortschreibung des Zensus 2011) (Hilfe dazu).
2. ↑  StBA: Gebietsänderungen vom 01.01. bis 31.12.2001
3. ↑  Zweckverband Kommunale Datenverarbeitung Oldenburg(ZKO)
4. ↑  Zweckverband Kommunale Datenverarbeitung Oldenburg(ZKO)
5. ↑  Mühlenverein Mecklenburg-Vorpommern e. V., Waren (Müritz); Arbeitsgemeinschaft Wasserkraftwerke – Berlin – Brandenburg – Mecklenburg-Vorpommern e. V., Parchim (Hrsg.): Vergessene Mühlen in Mecklenburg-Vorpommern. Berlin: Georgenverlag 1995. Seite 75–76.
6. ↑  Leipziger Tageblatt und Handelszeitung: Das erste Zeppelin-Denkmal Das erste Zeppelin-Denkmal, Nr. 149, Jahrgang 104, S. 1-2. Leipzig 1. Juni 1910 (sachsen.digital).